# Hôtel de ville de Genève
L’hôtel de ville est le siège des autorités politiques de la République et Canton de Genève. L’origine de ce bâtiment, d’abord modeste, remonte au XVe siècle. Il a été développé par étapes entre le XVIe siècle et le XVIIIe siècle, puis encore transformé aux XIXe et XXe siècles.

## Histoire
Une ébauche d’organisation politique est autorisée dès 1285 par les comtes de Savoie, mais l’évêque de Genève ne confirme les  franchises communales qu’en 1387. Les autorités n’ont alors pas encore de local de réunion attitré, mais siègent en général au cloître de la cathédrale.

### Première maison de ville (1405-1460)
En 1405, la commune achète plusieurs demeures privées pour y élever la première maison de ville. Donnant sur l’actuelle rue de l’hôtel de ville, celle-ci est par là-même dite «antérieure», et surélevée en 1455 par le maçon et briquetier Pierre Mascrot. Plus au sud, un autre corps de bâtiment est élevé à partir de 1409. En 1420, le percement d’une poterne dans le mur d’enceinte voisin, la porte Baudet, ainsi que l’érection, en 1455-1456, à l’extérieur de l’enceinte, de la tour Baudet, confèrent à l’ensemble une tournure défensive, plus symbolique cependant que véritablement stratégique. Sans avoir jamais abrité une auberge (fonction fréquente, par ailleurs, dans des locaux communaux), l’édifice connaît des usages multiples. Il comprend un four à pain, abrite des banquets et loge parfois des hôtes de marque. Une salle des Conseils, encore fort petite, n’est aménagée qu’en 1455 au-dessus du four public.

### Édification du bâtiment principal (1473-1474)
Afin de permettre une utilisation plus rationnelle des locaux, les édiles décident en 1460 d’agrandir et transformer le corps de logis voisin de la tour Baudet, mais il faut encore attendre 1473-1474 pour voir exécuter les travaux. 
Reconstruisant en grande partie l’immeuble, on y installe l’actuelle «salle des Pas-Perdus» pour loger le Conseil ordinaire et celui des Cinquante. Cette extension repousse la façade jusqu’en front de rue et élargit l’immeuble jusqu’au mur d’enceinte.
Une nouvelle et importante étape a lieu en 1488 et 1502, avec l’aménagement de l’actuelle salle du Conseil d’État. Celle-ci est installée au deuxième étage de la tour Baudet. Cette nouvelle salle se substitue progressivement à l’actuelle salle des Pas-Perdus, pour abriter d’abord le Petit Conseil, puis, vers 1530, tous les conseils. Cette nouvelle salle est décorée en 1501-1502, sans doute par le peintre genevois Hugues Boulard. Richement orné de rinceaux, ce décor illustre divers personnages symboliques ou bibliques ; complété vers 1572, puis restauré en 1604, il disparaît cependant en 1711 derrière des boiseries et tentures. Il est retrouvé en 1901 et remis en valeur l’année suivante.

### Début duXVIesiècleet aube de la Réforme
L’édifice ainsi développé prend alors toute son importance symbolique comme lieu du pouvoir. C’est pourquoi l’on y transfère deux fonctions importantes précédemment dévolues à la cathédrale, à savoir la conservation des archives (placées au niveau inférieur voûté de la tour Baudet), et la construction d’une chapelle dans laquelle on célèbre dès 1505 la messe précédant traditionnellement chaque séance du Conseil.
Il ne reste aujourd’hui que des vestiges des premiers bâtiments qui constituaient l’ancien hôtel de ville. Diverses campagnes de fouilles ont permis cependant de s’en faire une bonne idée.

### Édifice majestueux desXVIeetXVIIesiècles
Le goût pour le style Renaissance, qui se répand à Genève dès les années 1510-1520, s’accompagne d’un besoin nouveau de représentation, afin de mettre en valeur la dignité de la République de Genève. Dès 1553 commencent les discussions en vue de la construction de la tour de la rampe (1553-1584), dont l’imposant portail d’entrée, à colonnes cannelées et fronton, est daté 1556. À partir de 1577, le maître maçon Nicolas Bogueret reprend ce chantier languissant pour enfin l’achever vers 1584. Cette tour de la rampe se présente comme un corps de bâtiment massif rectangulaire, pourvu d’une rampe montant en pente douce sans paliers intermédiaires. Le jour central est percé d’ouvertures en demi-arc brisé ou en plein cintre dans la partie supérieure, tandis que la cage est sommée d’une voûte d’ogives octopartite à clef annulaire.
L’été 1612, très humide, démontre l’état alarmant des bâtiments qui prennent l’eau de toutes parts. On décide donc un assainissement des toitures et la reconstruction de nouvelles façades sur rue en s’inspirant, pour ces dernières, de la maison Micheli voisine. Les travaux doivent toutefois être renvoyés. En 1617, pour reconstruire la façade occidentale, Faule Petitot soumet un projet qui sera combiné à celui de Nicolas Bogueret. Les travaux avancent laborieusement. Les fondations de la façade longeant la rue de l’hôtel de ville sont posées à la fin de 1618. Au début de 1620, plusieurs contrats sont passés avec divers maîtres maçons pour les galeries superposées de l’aile ouest. Mais là aussi, le chantier traîne et ne sera pas terminé avant 1706, avec la commande des six dernières clefs de voûte encore manquantes. Les façades sur rue, occidentale et septentrionale, donnent aujourd’hui une impression d’homogénéité. Elles comptaient à l’origine deux étages sur rez-de-chaussée, surmontés par un attique, lui-même surélevé en 1829-1832. L’impression d’horizontalité est renforcée par de forts cordons moulurés séparant les niveaux et par la succession serrée de fenêtres à meneaux aux étages principaux, tandis que les baies sont simplement rectangulaires et plus espacés au dernier niveau.

### Hôtel de ville auXVIIIesiècle
Jusqu’au XVIIIe siècle, l’hôtel de ville continue à se développer et prend son extension maximale, occupant tout l’espace disponible. 
Depuis 1574, on projette la construction d’une grande salle pour le Conseil des Deux-Cents, pour lequel la salle des Conseils se révèle décidément trop petite. Mais il faut attendre le début du XVIIIe siècle pour voir une réalisation concrète. Pour cela, il est nécessaire d’acheter la maison voisine appartenant à la veuve Turrettini, dont la parcelle est indispensable pour construire l’aile orientale de l’hôtel de ville. Dès 1700, sous la supervision de l’architecte Jean Vennes, aidé du maçon-architecte Moïse Ducommun, de très importants travaux sont entrepris, comprenant la construction de l’aile sud destinée à recevoir la salle du Conseil des Deux-Cents (en conservant la tour Baudet, un moment menacée de démolition), l’implantation d’un nouveau corps de bâtiment à l’est et l’achèvement de l’aile nord. Cet important chantier commence une année à peine après l’édification, à la rue Calvin, de la demeure de Léonard Buisson, qui introduit à Genève le principe de l’«hôtel à la française», entre cour et jardin. Les autorités genevoises décident de mettre en œuvre cette nouvelle typologie à l’hôtel de ville. Cette architecture du début du XVIIIe siècle est d’une extrême simplicité, avec de grandes fenêtres rectangulaires et, côté cour, sur les ailes est et sud, un appareil à refends qui confère à l’ensemble une élégante rigueur.